# Anna-Lena Friedsam
Anna-Lena Friedsam, née le 1er février 1994 à Neuwied, est une joueuse de tennis professionnelle allemande.
À ce jour, elle a remporté trois titres en double sur le circuit WTA.

## Carrière
Sur le circuit principal, Anna-Lena Friedsam a échoué en simple en finale de deux tournois WTA, en 2015 et 2016.
Friedsam remporte l'Huangcangyu WTA Suzhou Ladies Open en 2014, lors de sa première finale en catégorie WTA 125.

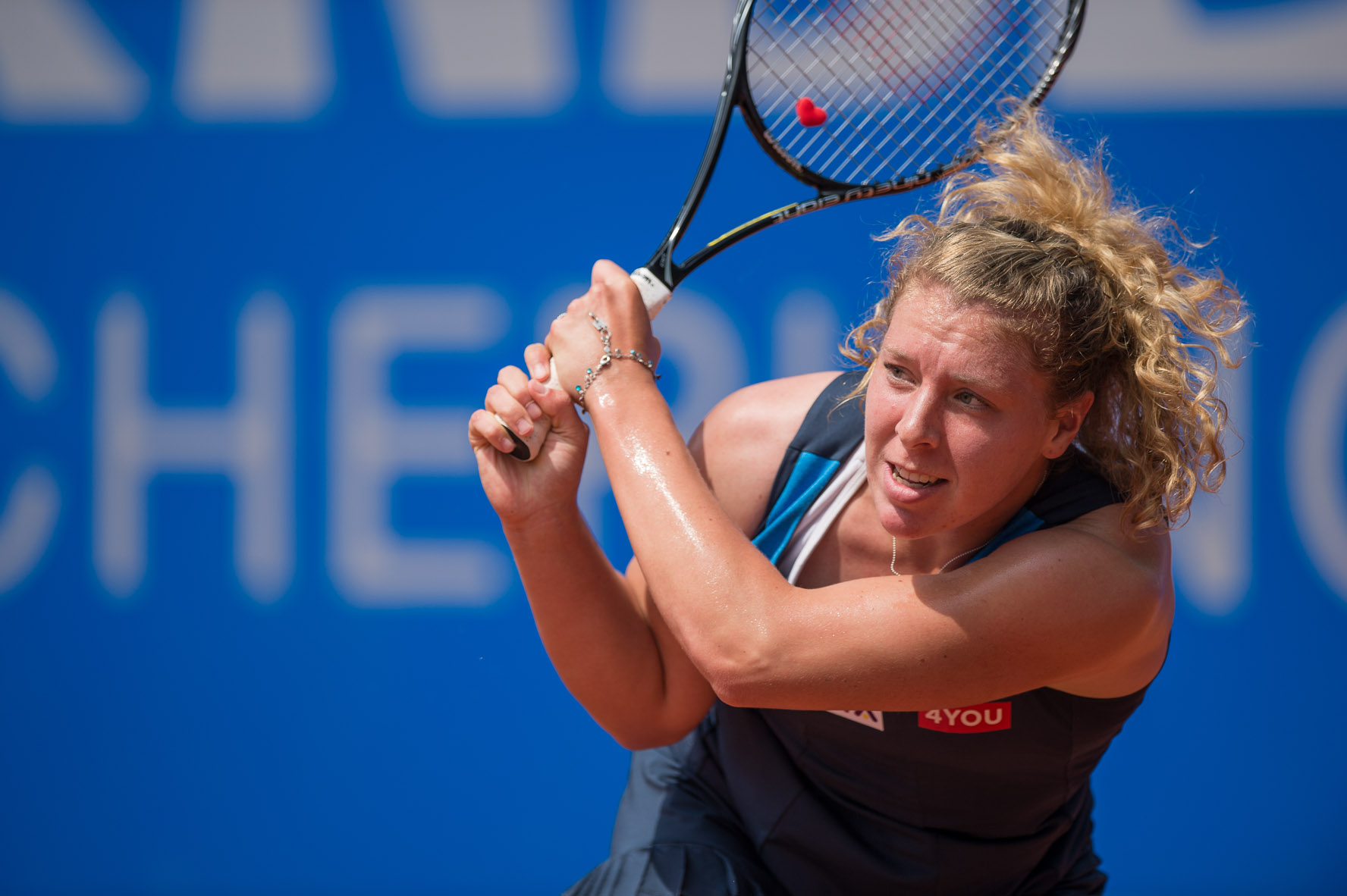
Anna-Lena Friedsam à Nuremberg en 2014

## Palmarès

### Titre en simple dames
Aucun

### Finales en simple dames
| No | Date       | Nom et lieu du tournoi | Catégorie | Dotation  | Surface    | Vainqueure        | Score         |          |
| -- | ---------- | ---------------------- | --------- | --------- | ---------- | ----------------- | ------------- | -------- |
| 1  | 12-10-2015 | Generali Ladies, Linz  | Intern'l  | 250 000 $ | Dur (int.) | A. Pavlyuchenkova | 6-4, 6-3      | Parcours |
| 2  | 02-03-2020 | Open 6e sens, Lyon     | Intern'l  | 271 750 $ | Dur (int.) | Sofia Kenin       | 6-2, 4-6, 6-4 | Parcours |

### Titres en double dames
| No | Date       | Nom et lieu du tournoi              | Catégorie | Dotation  | Surface      | Partenaire       | Finalistes                           | Score            |          |
| -- | ---------- | ----------------------------------- | --------- | --------- | ------------ | ---------------- | ------------------------------------ | ---------------- | -------- |
| 1  | 22-04-2019 | Porsche Tennis Grand Prix Stuttgart | Premier   | 820 977 $ | Terre (int.) | Mona Barthel     | A. Pavlyuchenkova Lucie Šafářová     | 2-6, 6-3, [10-6] | Parcours |
| 2  | 27-09-2021 | Astana Open Noursoultan             | WTA 250   | 235 238 $ | Dur (int.)   | Monica Niculescu | Angelina Gabueva Anastasia Zakharova | 6-2, 4-6, [10-5] | Parcours |
| 3  | 25-07-2022 | BNP Paribas Poland Open Varsovie    | WTA 250   | 251 750 $ | Terre (ext.) | Anna Danilina    | Katarzyna Kawa Alicja Rosolska       | 6-4, 5-7, [10-5] | Parcours |
| 4  | 11-09-2023 | Kinoshita Group Japan Open Osaka    | WTA 250   | 259 303 $ | Dur (ext.)   | Nadiia Kichenok  | Anna Kalinskaya Yulia Putintseva     | 7-63, 6-3        | Parcours |

### Finales en double dames
| No | Date       | Nom et lieu du tournoi           | Catégorie | Dotation    | Surface      | Vainqueures                            | Partenaire         | Score             |          |
| -- | ---------- | -------------------------------- | --------- | ----------- | ------------ | -------------------------------------- | ------------------ | ----------------- | -------- |
| 1  | 13-06-2016 | Mallorca Open Calvià             | Intern'l  | 250 000 $   | Gazon (ext.) | Gabriela Dabrowski María José Martínez | Laura Siegemund    | 6-4, 6-2          | Parcours |
| 2  | 14-09-2020 | Internazionali BNL d'Italia Rome | Premier 5 | 1 692 169 $ | Terre (ext.) | Hsieh Su-wei Barbora Strýcová          | Raluca Olaru       | 6-2, 6-2          | Parcours |
| 3  | 05-04-2021 | Copa Colsanitas Bogota           | WTA 250   | 235 238 $   | Terre (ext.) | Elixane Lechemia Ingrid Neel           | Mihaela Buzărnescu | 6-3, 6-4          | Parcours |
| 4  | 06-02-2023 | Upper Austria Ladies Linz Linz   | WTA 250   | 259 303 $   | Dur (int.)   | Natela Dzalamidze Viktória Kužmová     | Nadiia Kichenok    | 4-6, 7-5, [12-10] | Parcours |

### Titre en simple en WTA 125
| No | Date       | Nom et lieu du tournoi                     | Catégorie | Dotation  | Surface    | Finaliste      | Score    |          |
| -- | ---------- | ------------------------------------------ | --------- | --------- | ---------- | -------------- | -------- | -------- |
| 1  | 01-09-2014 | Huangcangyu WTA Suzhou Ladies Open, Suzhou | WTA 125   | 125 000 $ | Dur (ext.) | Duan Ying-Ying | 6-1, 6-3 | Parcours |

### Finales en simple en WTA 125
| No | Date       | Nom et lieu du tournoi              | Catégorie | Dotation  | Surface    | Vainqueure   | Score         |          |
| -- | ---------- | ----------------------------------- | --------- | --------- | ---------- | ------------ | ------------- | -------- |
| 1  | 14-03-2016 | San Antonio Open, San Antonio       | WTA 125   | 125 000 $ | Dur (ext.) | Misaki Doi   | 6-4, 6-2      | Parcours |
| 2  | 31-10-2022 | Dow Tennis Classic, Midland         | WTA 125   | 115 000 $ | Dur (int.) | Caty McNally | 6-3, 6-2      | Parcours |
| 3  | 05-12-2022 | Open P2i Angers Arena Loire, Angers | WTA 125   | 115 000 $ | Dur (int.) | Alycia Parks | 6-4, 4-6, 6-4 | Parcours |

### Finales en double en WTA 125
| No | Date       | Nom et lieu du tournoi            | Catégorie | Dotation  | Surface         | Vainqueures                        | Partenaire          | Score    |          |
| -- | ---------- | --------------------------------- | --------- | --------- | --------------- | ---------------------------------- | ------------------- | -------- | -------- |
| 1  | 04-11-2013 | OEC Taipei WTA Ladies Open Taïwan | WTA 125   | 125 000 $ | Moquette (int.) | Caroline Garcia Yaroslava Shvedova | Alison Van Uytvanck | 6-3, 6-3 | Parcours |
| 2  | 31-10-2022 | Dow Tennis Classic Midland        | WTA 125   | 115 000 $ | Dur (int.)      | Asia Muhammad Alycia Parks         | Nadiia Kichenok     | 6-2, 6-3 | Parcours |

## Parcours en Grand Chelem

### En simple dames
| Année | Open d'Australie | Open d'Australie    | Internationaux de France | Internationaux de France | Wimbledon       | Wimbledon           | US Open         | US Open           |
| ----- | ---------------- | ------------------- | ------------------------ | ------------------------ | --------------- | ------------------- | --------------- | ----------------- |
| 2013  | —                | —                   | Q1                       | Jessica Pegula           | Q2              | Galina Voskoboeva   | Q1              | Tamira Paszek     |
| 2014  | Q1               | Andreea Mitu        | 1er tour (1/64)          | Stefanie Vögele          | 1er tour (1/64) | Kurumi Nara         | Q3              | Lesia Tsurenko    |
| 2015  | 1er tour (1/64)  | Eugenie Bouchard    | 2e tour (1/32)           | Serena Williams          | 2e tour (1/32)  | Belinda Bencic      | 1er tour (1/64) | Kaia Kanepi       |
| 2016  | 1/8 de finale    | Agnieszka Radwańska | 1er tour (1/64)          | Daria Kasatkina          | 3e tour (1/16)  | Misaki Doi          | 1er tour (1/64) | Roberta Vinci     |
|       |                  |                     |                          |                          |                 |                     |                 |                   |
| 2018  | 1er tour (1/64)  | Angelique Kerber    | —                        | —                        | —               | —                   | —               | —                 |
| 2019  | —                | —                   | —                        | —                        | 1er tour (1/64) | Margarita Gasparyan | Q3              | Caroline Dolehide |
| 2020  | Q1               | Yuki Naito          | 1er tour (1/64)          | Sasnovich                | Annulé          | Annulé              | 2e tour (1/32)  | Angelique Kerber  |
| 2021  | Q1               | Ana Konjuh          | Q3                       | Varvara Lepchenko        | Q1              | Eden Silva          | Q2              | Jamie Loeb        |
| 2022  | Q1               | Richèl Hogenkamp    | —                        | —                        | Q1              | Katie Volynets      | Q1              | Ana Bogdan        |
| 2023  | Q2               | Asia Muhammad       | 2e tour (1/32)           | E. Alexandrova           | 1er tour (1/64) | Alycia Parks        | 1er tour (1/64) | Elina Svitolina   |
| 2024  | Q1               | Gabriela Knutson    | —                        | —                        | —               | —                   | —               | —                 |
| 2025  | Q2               | Elena-Gabriela Ruse | Q3                       | Joanna Garland           | —               | —                   | Q1              | Aoi Ito           |

N.B. : à droite du résultat se trouve le nom de l'ultime adversaire.

### En double dames
| Année | Open d'Australie                                                                         | Open d'Australie                                                                   | Internationaux de France                                                           | Internationaux de France                                                               | Wimbledon                                                                              | Wimbledon | US Open | US Open |
| ----- | ---------------------------------------------------------------------------------------- | ---------------------------------------------------------------------------------- | ---------------------------------------------------------------------------------- | -------------------------------------------------------------------------------------- | -------------------------------------------------------------------------------------- | --------- | ------- | ------- |
| 2016  | —                                                                                        | —                                                                                  | 1/8 de finale Siegemund \|\| style="text-align:left;" \| Garcia Mladenovic         | 1er tour (1/32) Siegemund \|\| style="text-align:left;" \| Hingis Mirza                | 1er tour (1/32) Allertová \|\| style="text-align:left;" \| Hlaváčková Hradecká         |           |         |         |
|       |                                                                                          |                                                                                    |                                                                                    |                                                                                        |                                                                                        |           |         |         |
| 2018  | 1er tour (1/32) Van Uytvanck \|\| style="text-align:left;" \| Plíšková Vekić             | —                                                                                  | —                                                                                  | —                                                                                      | —                                                                                      | —         | —       |         |
| 2019  | —                                                                                        | —                                                                                  | 3e tour (1/8) L. Siegemund \|\| style="text-align:left;" \| T. Babos K. Mladenovic | 3e tour (1/8) L. Siegemund \|\| style="text-align:left;" \| B. Krejčíková K. Siniaková | 1/8 de finale L. Siegemund \|\| style="text-align:left;" \| G. Dabrowski Xu Y.         |           |         |         |
| 2020  | 1er tour (1/32) L. Siegemund \|\| style="text-align:left;" \| B. Krejčíková K. Siniaková | 1er tour (1/32) K. Srebotnik \|\| style="text-align:left;" \| J. Brady C. Dolehide | Annulé                                                                             | Annulé                                                                                 | 2e tour (1/8) K. Siniaková \|\| style="text-align:left;" \| A. Blinkova V. Kudermetova |           |         |         |
| 2021  | —                                                                                        | —                                                                                  | 2e tour (1/16) Wang Y. \|\| style="text-align:left;" \| B. Mattek-Sands I. Świątek | 2e tour (1/16) A. Blinkova \|\| style="text-align:left;" \| M. Bouzková L. Hradecká    | 1er tour (1/32) M. Doi \|\| style="text-align:left;" \| Z. Diyas V. Gracheva           |           |         |         |
| 2022  | 2e tour (1/16) R. Olaru \|\| style="text-align:left;" \| Xu Y. Yang Z.                   | 1er tour (1/32) T. Maria \|\| style="text-align:left;" \| Gálfi A. Kalinskaya      | 1er tour (1/32) A. Li \|\| style="text-align:left;" \| N. Dzalamidze A. Krunić     | —                                                                                      | —                                                                                      |           |         |         |
| 2023  | —                                                                                        | —                                                                                  | 1er tour (1/32) N. Kichenok \|\| style="text-align:left;" \| I. Neel Wu F.-h.      | 1er tour (1/32) M. Sherif \|\| style="text-align:left;" \| K. Baindl D. Saville        | —                                                                                      | —         |         |         |

N.B. : le nom de la partenaire se trouve sous le résultat ; les noms des ultimes adversaires se trouvent à droite.

## Parcours en «Premier» et WTA 1000
Les tournois WTA « Premier Mandatory » et « Premier 5 » (entre 2009 et 2020) et WTA 1000 (à partir de 2021) constituent les catégories d'épreuves les plus prestigieuses, après les quatre levées du Grand Chelem.

### En simple dames
| Année |       |              |         |                             |                                |                           |                            |       |             |       |  |  |
| Doha  | Dubaï | Indian Wells | Miami   | Madrid                      | Rome                           | Canada                    | Cincinnati                 | Pékin |             | Wuhan |  |  |
| Doha  | Dubaï | Indian Wells | Miami   | Madrid                      | Rome                           | Canada                    | Cincinnati                 | Pékin | Guadalajara |       |  |  |
| Doha  | Dubaï | Indian Wells | Miami   | Madrid                      | Rome                           | Canada                    | Cincinnati                 | Pékin |             |       |  |  |
| 2016  |       |              | WTA 500 | 2e tour (1/32) D. Kasatkina | 1er tour (1/64) B. Strýcová    | 1er tour (1/32) C. McHale | 2e tour (1/16) S. Williams |       |             |       |  |  |
| 2019  |       | WTA 500      |         |                             | 1er tour (1/64) A. Tomljanović |                           |                            |       |             |       |  |  |
|       |       | WTA 1000     |         |                             |                                |                           |                            |       |             |       |  |  |
| 2023  |       | WTA 500      |         |                             | 1er tour (1/64) Wang X.        |                           | 1er tour (1/64) P. Badosa  |       |             |       |  |  |

Sous le résultat, l’ultime adversaire.
1. 1 2   Les tournois de Doha et Dubaï alternent le statut de tournoi WTA 1000 (ex Premier 5) entre 2009 et 2023 : les trois premières éditions ont lieu à Dubaï, les trois suivantes à Doha, puis Dubaï accueille le tournoi de cette catégorie les années impaires et Dubaï les années paires. De 2011 à 2023, la ville qui n’accueille pas de WTA 1000 organise à la place un tournoi WTA 500 (ex Premier).
2. 1 2 3 4 5 6 7   L’ordre de déroulement des tournois a évolué depuis 2009 : Rome se dispute avant Madrid et Cincinnati avant Montréal/Toronto jusqu’en 2010, tandis que Tokyo (2009-2013)-Wuhan (2014-2019, 2024-)-Guadalajara (2022-2023) ont lieu avant Pékin jusqu’en 2023.

## Parcours aux Jeux olympiques

### En simple dames
| # | Date       | Nom de l'olympiade         | Surface    | Résultat       | Ultime adversaire | Score    |          |
| - | ---------- | -------------------------- | ---------- | -------------- | ----------------- | -------- | -------- |
| 1 | 31/07/2021 | Olympic Tennis Event Tokyo | Dur (ext.) | 2e tour (1/16) | A. Pavlyuchenkova | 6-1, 6-1 | Parcours |

### En double dames
| # | Date       | Nom de l'olympiade         | Surface    | Résultat      | Partenaire      | Ultimes adversaires                | Score    |          |
| - | ---------- | -------------------------- | ---------- | ------------- | --------------- | ---------------------------------- | -------- | -------- |
| 1 | 31/07/2021 | Olympic Tennis Event Tokyo | Dur (ext.) | 1/4 de finale | Laura Siegemund | Elena Vesnina Veronika Kudermetova | 6-2, 7-5 | Parcours |

## Classements WTA en fin de saison
| Année          | 2011 | 2012 | 2013 | 2014 | 2015 | 2016 | 2017 | 2018 | 2019 | 2020 | 2021 | 2022 | 2023 | 2024 |
| Rang en simple | 655  | 189  | 126  | 87   | 99   | 67   | 1025 | 390  | 145  | 111  | 133  | 145  | 115  | 440  |
| Rang en double | 1229 | 338  | 368  | 213  | 244  | 120  | 449  | 587  | 44   | 37   | 92   | 111  | 114  | 245  |

Source : (en) Classements de Anna-Lena Friedsam sur le site officiel de la Fédération internationale de tennis

## Records et statistiques

### Victoires sur le top 10
Toutes ses victoires sur des joueuses classées dans le top 10 de la WTA lors de la rencontre.
| Légende      |
| ------------ |
| Grand Chelem |
| Premier      |
| Intern'l     |
| Fed Cup      |

| # | Rang   |  | Tournoi | Année | Surface |  | Adversaire     | Rang  | Tour | Score         | Tableau |
| - | ------ |  | ------- | ----- | ------- |  | -------------- | ----- | ---- | ------------- | ------- |
| 1 | no 166 |  | Linz    | 2019  | Dur     |  | Belinda Bencic | no 10 | 1/16 | 6-4, 2-6, 6-2 | Tableau |